# Hate (együttes)
A Hate (Utálat) lengyel death metal zenekar. 1990-ben alakultak meg Varsóban. A sima death metalon kívül főleg blackened death metalt játszanak. Lemezkiadóik: Listenable Records, Metal Mind Records, Novum Vox Mortiis, WW3/Mercenary Music, Blackend Records, Napalm Records.

## Tagok
Jelenleg két taggal rendelkeznek:
- Adam Buszko- ének, gitár (1990-)
- Pawel Jaroszewicz - dobok (2014-)

## Diszkográfia
- Daemon Qui Facit Terram (1996)
- Lord is Avenger (1998)
- Cain's Way (2001)
- Awakening of the Liar (2004)
- Anaclasis - A Haunting Gospel of Menace and Hatred (2005)
- Morphosis (2008)
- Erebos (2010)
- Solarflesh - A Gospel of Radiant Divinity (2013)
- Crusade:Zero (2015)
- Tremendum (2017)
- Auric Gates of Veles (2019)